# جسم سلولی

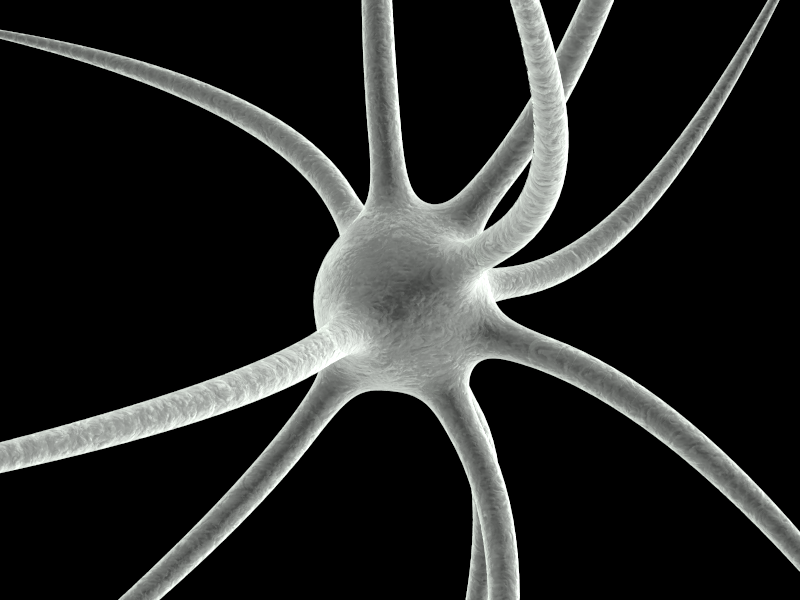

جسم سلولی (پریکاریون یا سوما هم به آن گفته می‌شود) به جسم سلولی نورون‌ها که حاوی هسته و بیشتر ارگانلها است گفته می‌شود. اندازه اجسام سلولی گوناگون است (بین ۴ تا۱۳۵ میکرون). آنها به شکل‌های گرد، ستاره‌ای، هرمی و گاه گلابی دیده می‌شوند. جسم سلولی نورون‌ها معمولاً دارای هسته‌های درشت‌اند که درون آنها یک یا چند هستک وجود دارند. دلیل درشت بودن هسته در نورون‌ها این است که این سلول‌ها تقسیم نمی‌شوند. نورون‌ها افزون بر اندامک‌های رایج سیتوپلاسمی مانند دستگاه گلژی و میتوکندری دارای ویژگی‌های دیگری نیز می‌باشند مانند وجود دانه‌های نیسل در جسم سلولی که دانه‌هایی بازوفیلیک هستند. مقدار این ذرات در نورون‌های حرکتی بیش از نورون‌های حسی است. ویژگی دیگر وجود رشته‌های نوروفیلامان یا نوروفیبریل در سیتوپلاسم دندریت‌ها و آکسون هاست. احتمالاً نوروفیلامان‌ها به انتقال وزیکول‌ها در طول رشته‌های عصبی و انتقال موادی مثل یونها و متابولیت‌ها کمک می‌کنند. نوروفیلامان‌ها از اجزای اصلی اسکلت سلولی و مسئول حفظ شکل سلول به ویژه آکسون هستند.
نورونها گاه محتوی رنگدانه‌هایی می‌باشند مانند ملانین در هسته سیاه واقع در مغز میانی یا رنگدانه‌های محتوی آهن در هسته گلوبوس پالیدوس و همچنین در هسته قرمز.

## جایگاه جسم سلولی
جسم سلولی نورون‌ها اغلب به صورت فشرده درون گره‌های عصبی یا گانگلیون‌ها قرار دارند. این گره‌ها هم در دستگاه عصبی پیرامونی (PNS) به نام گانگلیون‌های حسی-حرکتی هم درون دستگاه عصبی مرکزی (CNS) به نام هسته وجود دارند.